# أرقطيون سيفي الحراشف
أرقطيون سيفي الحراشف (الاسم العلمي:Arctium xiphiolepis) هي نوع نباتي يتبع جنس الأرقطيون من فصيلة النجمية.